# لپین
لپین (به آلمانی: Leppin) یک منطقهٔ مسکونی در آلمان است که در ارندزی واقع شده‌است. لپین ۴۰۱ نفر جمعیت دارد.